# 大連海洋大学
大連海洋大学（だいれん かいようだいがく、英語: Dalian Ocean University）は、中華人民共和国遼寧省大連市沙河口区に本部を置く中国の市立大学。1952年創立、1978年大学設置。
前身は1952年に設置された東北水産技術学校。1958年に大連水産専科学校、1978年に大連水産学院（Dalian Fisheries University）、2010年に現在の名称に改称された。
大連海洋大学には２つのキャンパスがある。
黄海キャンパス
住所：大連市沙河口区黒石礁街52号（通称・黒石礁）
本部電話：0411-8476-2652 & 8476-3008
交通：16路バス（春海街～青泥窪橋～会展中心～黒石礁～大連海洋大学）または523路小型バス（青林美地～大連交通大学～黒石礁～大連海洋大学～大連自然博物館） 
渤海キャンパス
住所：大連市甘井子区営平路288号（通称・大黒石）
交通：建設街（大連駅北口）～辛寨子～大黒石バス（1101路バス） 
日本の東京海洋大学には毎年5名の学生を留学させるなど、国際交流も盛んである。 

## 参照項目
- 中国海洋大学（もと青島海洋大学）
- 国立台湾海洋大学（台湾基隆市）
- 東京海洋大学